# Zijne keizerlijke hoogheid Smith
Zijne Keizerlijke Hoogheid Smith (L'Empereur Smith) is het vijfenveertigste album in de Lucky Luke-stripreeks. Het werd geschreven door René Goscinny en getekend door Maurice de Bevere (Morris) in 1975. Het album is uitgegeven door Dargaud en het is het veertiende album in de Dargaud-reeks.

## Inhoud
Lucky Luke trekt langs een verlaten weg met trouwe paard Jolly Jumper wanneer ineens een rijkelijk versierde koets met een fraai uitgedost escorte langs hem raast. Nieuwsgierig volgt Luke de colonne die in het nabijgelegen stadje (Grass Town) halt houdt. Van de saloonhouder en de lokale rechter leert Lucky Luke dat de colonne deel uitmaakt van het gevolg van Dean Smith, een schatrijke man die door verstandsverbijstering denkt de keizer te zijn der Verenigde Staten. Een dronken man wil Smith uitlachen en Luke verhindert dat. Uit dankbaarheid wordt Luke door Smith uitgenodigd op zijn landgoed. Daar bemerkt hij dat Smith er een privéleger op nahoudt, goed uitgerust en met moderne wapens. Bij de sheriff, waar ook de journalist en de rechter aanwezig zijn,  uit Lucky Luke zijn bezorgdheid, maar hij wordt door bijna iedereen uitgelachen. Enkel de rechter deelt diens bezorgdheid. De gesprekken worden gehoord door Buck Ritchie, een verlopen desperado, die bij de sheriff in de cel zit. Omdat hij niets heeft misdaan in Grass Town, laat de sheriff hem vrij, waarna de schurk zich prompt aanmeldt bij de keizer. Met een aanstelling als prins en minister keert Ritchie terug en stelt de stad voor een ultimatum. Zoals Lucky Luke vreesde, lachen de inwoners ermee en nemen het niet serieus. Die nacht keert Ritchie met Smiths leger, onder bevel van kolonel Gates, terug naar Grass Town. Met het veldgeschut wordt de bank vernield, terwijl de soldaten de bewoners in hun huizen opsluiten. De volgende morgen laat Gates de sheriff, de rechter, Luke en de lokale redacteur arresteren. De sheriff en de redacteur weten zich door stroop te smeren bij de keizer uit te praten en worden als ministers ingelijfd. De rechter doet daar niet aan mee, hij wordt levenslang opgesloten, terwijl Luke het hazenpad kiest. Smith geeft een bal, waarop Grass Town tot officiële hoofdplaats van de Verenigde Staten wordt uitgeroepen. Lucky Luke is verkleed als lakei teruggekomen; hij overvalt de keizer wanneer deze zich terugtrekt voor de nacht. Ritchie ziet zijn kans schoon en manipuleert Gates om  de strijdkrachten te gebruiken om overvallen mee te plegen. Echter, de soldaten zijn, in tegenstelling tot Smith en Gates, goed bij hun verstand en beseffen dat ze zonder Smith geen lonen meer hoeven te verwachten. Ze deserteren massaal. Ritchie wordt afgestopt door Lucky Luke en gevangengezet. Smith wordt door Luke vrij gelaten. Hij lijkt zijn dwaling in te zien, verkondigt met een oorkonde dat hij afstand doet ten gunste van president Ulysses S. Grant, en vertrouwt de natie aan hem toe. Voor Lucky Luke is er verder geen reden meer om in de streek te blijven. Hij trekt verder.

## Achtergronden bij het verhaal
- De figuur van Dean Smith is een karikatuur op onder andere Napoleon Bonaparte, wiens houdingen en uniformen hij overneemt.[bron?]
- Hoewel Dean Smith als keizer van de VS nooit heeft bestaan, was er wel degelijk iemand geweest die zich als dusdanig benoemde, namelijk Joshua Norton. Vergeleken met Smith had hij echter geen rooie cent en kon hij zich dus niet met titels, pracht of praal omringen. De bewoners van Nortons stad San Francisco hadden medelijden met hem en besloten het spel mee te spelen, tot op het punt van zijn overlijden, toen hij, alsof hij echt de keizer van de VS was, plechtig begraven werd, en meer dan 30.000 mensen zijn begrafenis bijwoonden.
- Buck wordt vaak 'een oor gezet'. Dit is een gebaar van Napoleon, een man die door Smith zeer bewonderd werd. In het verhaal Asterix in Hispania bewijst Julius Caesar een van zijn soldaten op dezelfde manier erkenning (inclusief de woorden "wij zijn tevreden over u").[1]
- In het verhaal komt een Italiaan voor die Uderzo heet, de naam van de tekenaar van Astérix, die van Italiaanse afstamming was.
- Het vermelden van president Grant dateert het verhaal tussen 1869 en 1877.
- In de Nederlandse vertaling wordt Smith aangeduid als Hoogheid. De juiste titel voor een keizer is Majesteit.